# Apamea barnesii
Apamea barnesii là một loài bướm đêm trong họ Noctuidae.